# 通丹

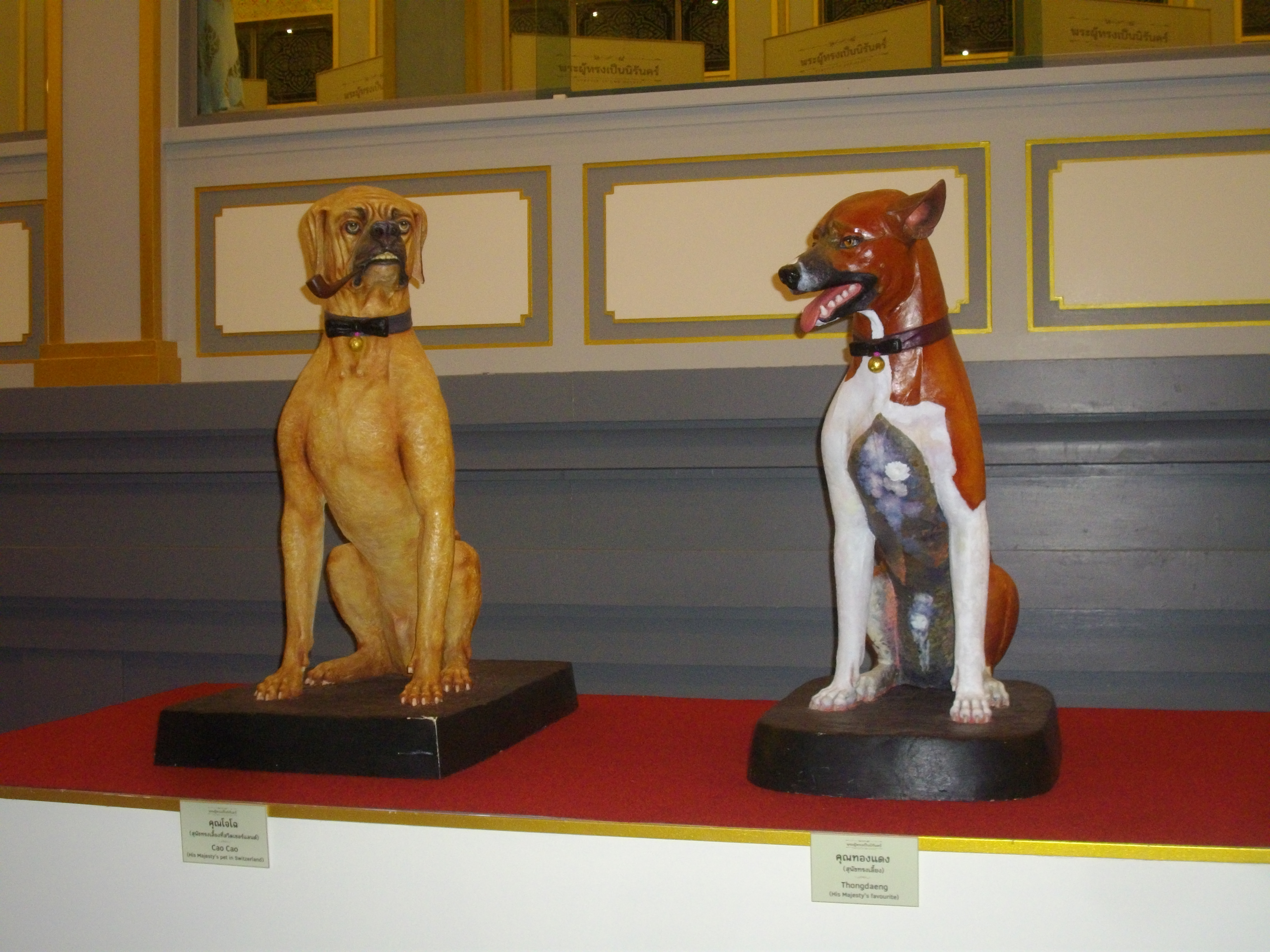
兩隻狗的雕像，右為通丹。

通丹（1998年11月7日—2015年12月26日），是一支雌性的巴辛吉犬，是泰国国王拉瑪九世蒲美蓬·阿杜德的其中一隻寵物。

## 生平
拉瑪九世于1998年在其当时致力发展的药学中心領養了作為流浪狗的通丹，她的名子在泰文中的意思是「棕色」。。
拉瑪九世稱牠為一隻非凡的狗，並在2002年為其寫了一本深情的傳記《通丹的故事》。這本書一般被認為是關於泰國公民素養的寓言，例如 國王寫到:「通丹是一隻禮貌的狗，並且很謙虛。她永遠在泰王面前保持低姿態，就算是泰王在擁抱她的時候也是如此。她的耳朵永遠處於下垂的位置，就好像在說著，我不敢冒犯。」
這本84頁的個人傳記分為英文和泰文版本，一在泰國發行就造成轟動，之後多次再版。
2006年，泰國郵政 （页面存档备份，存于）發行了四張以通丹為主题的紀念郵票。

## 爭議
一位27歲的工人Thanakorn Siripaiboon於2015年遭到起訴，罪名是在臉書上使用嘲諷的貼文汙辱通丹，因而違反冒犯君主法 （页面存档备份，存于）。她的律師 Anon Numpa告知紐約時報國際版，認為其指控中並沒有詳細說明對動物的具體汙辱。對於這部分，曼谷紐約時報國際版的印刷商在通丹去世的12天前，就從2015年12月14日的印刷版中刪除了這個故事。Siripaiboon在被捕入獄九十天後被當局釋放。若罪名成立，Thanakorn Siripaiboon可能要面臨最高37年的監禁。截至2018年6月，他目前的位置和案件狀況尚不清楚。
據英國廣播公司新聞報導，一名檢察官表示，Siripaiboon在臉書上發出許多張關於狗的照片，有疑似嘲笑國王的嫌疑，此外還被指控在他人發布的泰國君主篡改照片中按讚。

## 媒體
由通丹生平改編的動畫電影Khun Tongdaeng: The Inspirations (คุณทองแดงดิอินสไปเรชันส์)於2015年12月發行。